# 宮中・京中の式内社一覧
宮中・京中の式内社一覧（きゅうちゅう・きょうちゅうのしきないしゃいちらん）は、『延喜式』第9巻・第10巻「神名帳上下」（延喜式神名帳）に記載のある神社、いわゆる「式内社」およびその論社のうち、宮中および京中に分類されている神社の一覧。
また『延喜式』神名帳の編纂当時に存在したが同帳に記載の無い神社、いわゆる「式外社」についても付記する。

## 式内社
『延喜式』神名帳では、宮中に36座（大30座・小6座）、京中に大3座を記載。
1）「神名帳」列は、『延喜式 上巻』（大岡山書店、昭和4年、国立国会図書館デジタルコレクション）等における『延喜式』神名帳の記載を基に作成。社名表記は神社史料集成（5を参照）における字体（異体字がある場合には新字体・通用性の高い字体を使用）を基準とした。読みの「-」部分は、「神社」以外で仮名が振られていない部分。「○座」は座数を表し、一座の場合は記載していない。

2）格の「名神大」は名神大社を、「大」は式内大社（名神大社除く）を、「小」は式内小社を意味する。付記は社名とともに記されているもので、一部は「式内社#式内社の社格」を参照。

3）比定社が複数ある場合、最も有力なものを無冠で示し、他の論社には「（論）」を冠した。

4）本来の式内社とは認めがたいものの、式内社を合祀したなどその後継を主張するもの、その他参考の神社には「（参）」を冠した。

| 神名帳                              | 神名帳                      | 神名帳                                              | 神名帳                   | 神名帳                           | 比定社                           | 比定社                           | 比定社       | 集成 |
| 社名                                | 社名                        | 読み                                                | 格                       | 付記                             | 社名                             | 所在地                           | 備考         | 集成 |
| ----------------------------------- | --------------------------- | --------------------------------------------------- | ------------------------ | -------------------------------- | -------------------------------- | -------------------------------- | ------------ | ---- |
| 宮中                                |                             |                                                     |                          |                                  |                                  |                                  |              |      |
| 神祇官西院坐御巫等祭神 23座（並大） |                             |                                                     |                          |                                  |                                  |                                  |              |      |
| 御巫祭神 八座                       | 御巫祭神 八座               |                                                     | 並大                     | 月次新嘗 中宮東宮御巫亦同        |                                  |                                  |              |      |
|                                     |                             |                                                     |                          |                                  |                                  |                                  |              |      |
| 神産日神                            | カムムスヒノカミ            |                                                     |                          | （宮中三殿のうちの神殿に継承）   | （宮中三殿のうちの神殿に継承）   |                                  |              |      |
| 高御産日神                          | タカミムスヒノ              |                                                     |                          | （宮中三殿のうちの神殿に継承）   | （宮中三殿のうちの神殿に継承）   |                                  |              |      |
| 玉積産日神                          | タマルムスヒノ タマツメ-    |                                                     |                          | （宮中三殿のうちの神殿に継承）   | （宮中三殿のうちの神殿に継承）   |                                  |              |      |
| 生産日神                            | イクムスヒノ                |                                                     |                          | （宮中三殿のうちの神殿に継承）   | （宮中三殿のうちの神殿に継承）   |                                  |              |      |
| 足産日神                            | タルムスヒノ                |                                                     |                          | （宮中三殿のうちの神殿に継承）   | （宮中三殿のうちの神殿に継承）   |                                  |              |      |
| 大宮売神                            | オホミヤヒメノ オホミヤノヘ |                                                     |                          | （宮中三殿のうちの神殿に継承）   | （宮中三殿のうちの神殿に継承）   |                                  |              |      |
| 大宮売神                            | オホミヤヒメノ オホミヤノヘ | 大宮姫大明神                                        | 京都府京都市上京区主税町 |                                  |                                  |                                  |              |      |
| 御食津神                            | ミケツノ                    |                                                     |                          | （宮中三殿のうちの神殿に継承）   | （宮中三殿のうちの神殿に継承）   |                                  |              |      |
| 事代主神                            | コトシロヌシノ              |                                                     |                          | （宮中三殿のうちの神殿に継承）   | （宮中三殿のうちの神殿に継承）   |                                  |              |      |
| 座摩巫祭神 五座                     | 座摩巫祭神 五座             | ヰカスリノミカンナキノマツルカミ サカ- -ミカムナキ- | 並大                     | 月次新嘗                         |                                  |                                  |              |      |
|                                     |                             |                                                     |                          |                                  |                                  |                                  |              |      |
| 生井神                              | イクイノ イクヰ             |                                                     |                          | （宮中三殿のうちの神殿に継承か） | （宮中三殿のうちの神殿に継承か） |                                  |              |      |
| 福井神                              | サクイノ サクヰノ           |                                                     |                          | （宮中三殿のうちの神殿に継承か） | （宮中三殿のうちの神殿に継承か） |                                  |              |      |
| 福井神                              | サクイノ サクヰノ           | 福長神社                                            | 京都府京都市上京区福長町 |                                  |                                  |                                  |              |      |
| 綱長井神                            | ツナカイノ ツナカヰ         |                                                     |                          | （宮中三殿のうちの神殿に継承か） | （宮中三殿のうちの神殿に継承か） |                                  |              |      |
| 綱長井神                            | ツナカイノ ツナカヰ         | 福長神社                                            | 京都府京都市上京区福長町 |                                  |                                  |                                  |              |      |
| 波比祇神                            | ハヒキノ                    |                                                     |                          | （宮中三殿のうちの神殿に継承か） | （宮中三殿のうちの神殿に継承か） |                                  |              |      |
| 阿須波神                            | アスハノ                    |                                                     |                          | （宮中三殿のうちの神殿に継承か） | （宮中三殿のうちの神殿に継承か） |                                  |              |      |
| 御門巫祭神 八座                     | 御門巫祭神 八座             |                                                     | 並大                     | 月次新嘗                         |                                  |                                  |              |      |
|                                     |                             |                                                     |                          |                                  |                                  |                                  |              |      |
| 櫛石窓神                            | クシイハマトノ              |                                                     | 四面門各一座             | （宮中三殿のうちの神殿に継承か） | （宮中三殿のうちの神殿に継承か） |                                  |              |      |
| 豊石窓神                            | トヨイハマトノ              |                                                     | 四面門各一座             | （宮中三殿のうちの神殿に継承か） | （宮中三殿のうちの神殿に継承か） |                                  |              |      |
| 生島巫祭神 二座                     | 生島巫祭神 二座             | イクシマノミカンナキノマツルカミ                    | 並大                     | 月次新嘗                         |                                  |                                  |              |      |
|                                     |                             |                                                     |                          |                                  |                                  |                                  |              |      |
| 生島神                              | イクシマノ                  |                                                     |                          | （宮中三殿のうちの神殿に継承か） | （宮中三殿のうちの神殿に継承か） |                                  |              |      |
| 足島神                              | タルシマノ                  |                                                     |                          | （宮中三殿のうちの神殿に継承か） | （宮中三殿のうちの神殿に継承か） |                                  |              |      |
| 宮内省坐神 3座（並大）              |                             |                                                     |                          |                                  |                                  |                                  |              |      |
| 園神社                              | 園神社                      | ソノノカミノ                                        | 名神大                   | 月次新嘗                         | （宮中三殿のうちの神殿に継承か） | 跡地：京都府京都市上京区主税町   |              |      |
| 韓神社 二座                         | 韓神社 二座                 | カラノカミノ カラカミ                               | 名神大                   | 月次新嘗                         | （宮中三殿のうちの神殿に継承か） | 跡地：京都府京都市上京区主税町   |              |      |
| 大膳職坐神 3座（並小）              |                             |                                                     |                          |                                  |                                  |                                  |              |      |
| 御食津神社                          | 御食津神社                  | ミケツノ                                            | 小                       |                                  | （宮中三殿のうちの神殿に継承か） | （宮中三殿のうちの神殿に継承か） |              |      |
| 火雷神社                            | 火雷神社                    | ホノイカツチノ                                      | 小                       |                                  | （宮中三殿のうちの神殿に継承か） | （宮中三殿のうちの神殿に継承か） |              |      |
| 高倍神社                            | 高倍神社                    | タカベノ                                            | 小                       |                                  | （宮中三殿のうちの神殿に継承か） | （宮中三殿のうちの神殿に継承か） |              |      |
| 造酒司坐神 6座（大4座・小2座）      |                             |                                                     |                          |                                  |                                  |                                  |              |      |
| 大宮売神社 四座                     | 大宮売神社 四座             | オホミヤヒヘノ -ノヘノ                              | 並大                     | 月次新嘗                         | （宮中三殿のうちの神殿に継承か） | （宮中三殿のうちの神殿に継承か） |              |      |
| 酒殿神社 二座                       | 酒殿神社 二座               | サカトノノ                                          | 並小                     |                                  |                                  |                                  |              |      |
|                                     | 酒弥豆男神                  | サカミツヲノ                                        |                          |                                  | （宮中三殿のうちの神殿に継承か） | （宮中三殿のうちの神殿に継承か） |              |      |
| 酒弥豆女神                          | サカミツメノ                |                                                     |                          | （宮中三殿のうちの神殿に継承か） | （宮中三殿のうちの神殿に継承か） |                                  |              |      |
| 主水司坐神 1座（小）                |                             |                                                     |                          |                                  |                                  |                                  |              |      |
| 鳴雷神社                            | 鳴雷神社                    | ナルカミノ ナルイカツチ                             | 小                       |                                  | （宮中三殿のうちの神殿に継承か） | （宮中三殿のうちの神殿に継承か） |              |      |
| 京中                                |                             |                                                     |                          |                                  |                                  |                                  |              |      |
| 左京二条坐神 2座（並大）            |                             |                                                     |                          |                                  |                                  |                                  |              |      |
| 太詔戸命神                          | 太詔戸命神                  | フトノトノミコトノ                                  | 大                       | 月次相嘗新嘗                     | （廃絶）                         | （廃絶）                         |              |      |
| 久慈真智命神                        | 久慈真智命神                | クシマチノミコトノ                                  | 大                       | 月次相嘗新嘗                     | （廃絶）                         | （廃絶）                         |              |      |
| 左京四条坐神 1座（大）              |                             |                                                     |                          |                                  |                                  |                                  |              |      |
| 隼神社                              | 隼神社                      | ハヤフサノ                                          | 大                       | 月次新嘗                         | 隼神社                           | 京都府京都市中京区壬生梛ノ宮町   | 梛神社境内社 |      |

### 解説

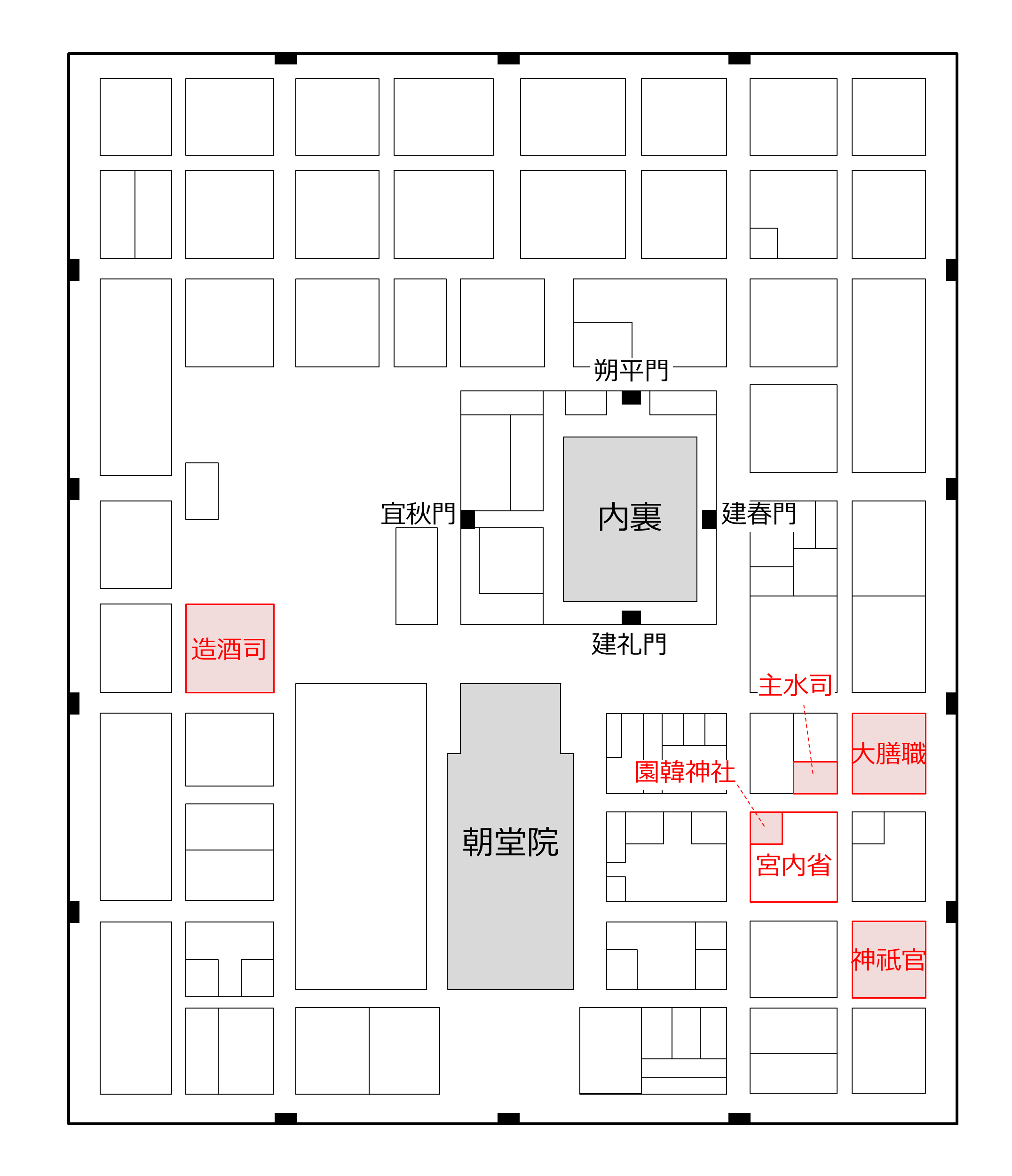
平安京大内裏における
式内社の位置

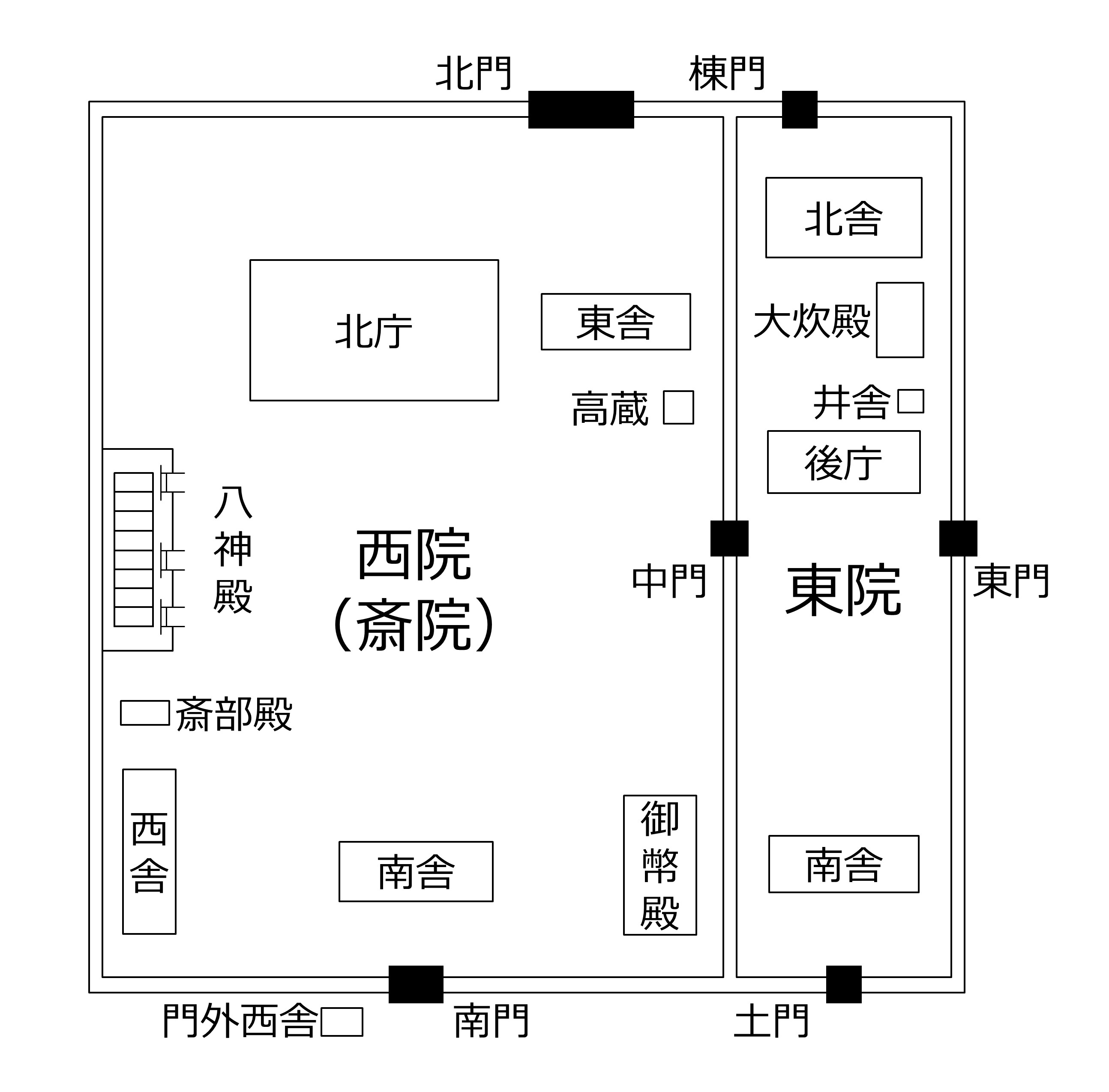
神祇官配置図

『延喜式』神名帳では、その冒頭に宮中36座・京中3座の神々を記載する。『延喜式』は平安時代中期の成立になるため、宮中・京中とはそれぞれ平安宮（平安京大内裏）中・平安京中を意味する。以下、各祭神について解説する。
宮中神（大30座、小6座）
平安京の大内裏中に祀られた神々を指す。御巫祭神8座の祭祀は皇居内に建てられた神殿（宮中三殿の1つ）に継承されるが、他の宮中諸神の祭祀も神殿の「天神地祇」中に継承されたと推測される。
神祇官西院坐御巫等祭神（大21座）
神祇官（二官八省の1つ）で祀られた神々。神祇官は東院・西院（斎院）からなるが、東院が事務機能を、西院が祭祀機能を果たした。その西院に祀られる神々は「天皇の神棚」とも言うべき位置づけにあるが、皇祖神であるアマテラスは祀られていない。諸神は「御巫（みかんなぎ）」と称される童女の巫女によって奉斎された。この御巫には、各奉仕神に応じて大御巫2人（のち3人）・座摩巫1人・御門巫1人・生島巫1人があった。奉斎される21座はいずれも式内大社で、月次祭・新嘗祭では幣帛に預かった。
神祇官は中世には衰退・荒廃するも、応仁年間（1467年-1468年）までの継続は確認されるが、文明年間（1469年-1486年）頃には完全に廃絶する。天正18年（1590年）に吉田神社境内に八神殿が祀られ、慶長14年（1609年）には吉田神社をもって神祇官代と制定。明治維新後は皇居内に八神と天神地祇を祀る神殿が建てられて祭祀が継承されているが、古代祭祀は完全に消滅したため内容は全く異なるものとなっている。
御巫祭神（大8座：神産日神・高御産日神・玉積産日神・生産日神・足産日神・大宮売神・御食津神・事代主神）
大御巫（おおみかんなぎ）によって奉斎された8神。大御巫は『令集解』職員令によると奈良時代には「倭国巫」2人からなったが、『延喜式』によると平安時代には天皇・中宮・東宮のため3人からなった。霊魂を司る5神、君臣の間を取り持つ大宮売神、食物を司る御食津神、言葉を司る事代主神からなり、魂を身体に鎮めるための鎮魂8神とされる。神祇官西院中の八神殿に祀られ、神階は貞観元年（859年）に神産日神・高御産日神・玉積産日神・足産日神は正一位、生産日神は従一位に昇った。8神のうち大宮売神は京都市上京区主税町に小祠を伝える。また関連社として大宮売神社（京都府京丹後市）が知られる。詳細は「八神殿」を参照。
座摩巫祭神（大5座：生井神・福井神・綱長井神・波比祇神・阿須波神）
座摩巫（いかすりのみかんなぎ）によって奉斎された5神。座摩巫だけは他の御巫と異なり、『延喜式』において都下国造の娘とすると規定されている。井水守護の3神、敷地守護の2神からなり、総じて宮所守護の神々とされる。神階は貞観元年（859年）に従四位上に昇った。5神のうち福井神・綱長井神は福長神社（京都市上京区福長町）に小祠を伝える。関連社として坐摩神社（大阪府大阪市）が知られる。詳細は「座摩神」を参照。
御門巫祭神（大8座：櫛石窓神四面門各一座・豊石窓神四面門各一座）
御門巫（みかどのみかんなぎ）によって奉斎された8神。内裏外郭の4面の門、すなわち建春門（東）・建礼門（南）・宜秋門（西）・朔平門（北）を祀る神々で、櫛石窓神・豊石窓神が各1座ずつ奉斎されたが、平常の祭りは神祇官西院で行なわれたとされる。「櫛石窓神」「豊石窓神」という神名や、伊勢神宮の宮域守護の四至神が自然石として祀られていることから、各門に自然石として祀られたとする説がある。神階は貞観元年（859年）に従四位上。関連社として知られる櫛石窓神社（兵庫県丹波篠山市）が元社になるという説がある。
生島巫祭神（大2座：生島神・足島神）
生島巫（いくしまのみかんなぎ）によって奉斎された2神。『古語拾遺』によれば、大八洲すなわち国土の霊たる神々とされる。天皇による国土支配の裏付けになる神霊である。神階は貞観元年（859年）に正四位下に昇った。関連社として生國魂神社（大阪府大阪市）、生島足島神社（長野県上田市）が知られる。
以上の神祇官に祀られる神々は、天皇の身体（御巫祭神）、天皇の住居（座摩巫祭神）、住居外側の門（御門巫祭神）、そして国土（生島巫祭神）と同心円状に外へ拡大するように記載されている。また特に座摩神と生島神については、関連社として難波に坐摩神社と生國魂神社が残ることから、難波宮での祭祀が平安京の時代まで継承されたとする説があり、天皇即位の際に難波で代々行われた八十島祭の存在も併せて難波が重視された様子が指摘される。
宮内省坐神（大3座：園神社・韓神社二座）
宮内省（二官八省の1つ）に祀られた神々。園神は園池を守る神であるとも、園韓神をして疫病を防ぐ神であるとも、園韓神とも平安京以前から鎮座した神であるともいわれるが、明らかではない。いずれも式内名神大社で、月次祭・新嘗祭では幣帛に預かった。神階は貞観元年（859年）に正三位に昇った。詳細は「園韓神社」を参照。
大膳職坐神（小3座：御食津神社・火雷神社・高倍神社）
宮内省に属し、饗膳を司る大膳職に祀られた神々。食物を司る御食津神、水を司る火雷神、土器を司る醤院の高倍神（高瓶神の意か）からなる。貞観元年（859年）に御食津神の神階は従三位に、火雷神は従五位上に、高部神（高倍神）は従五位下に昇った。『高橋氏文』逸文によれば、上総国の安房大神（現在の安房神社（千葉県館山市）に比定）がその御食津神（文中では御食都神と表記）であるという。
造酒司坐神（大4座：大宮売神社四座、小2座：酒殿神社二座）
宮内省に属し、酒等の醸造を司る造酒司に祀られた神々。御食・造酒に関係する大宮売神、酒水を司る2神からなる。大宮売神4座はいずれも式内大社で、月次祭・新嘗祭では幣帛に預かった。貞観元年（859年）に酒殿神の神階が従五位下に昇ったと見えるほか、貞観3年（862年）に酒弥豆男神・酒弥豆女神は従五位上に昇った。
主水司坐神（小1座：鳴雷神社）
宮内省に属し、水・氷の調達等を司る主水司に祀られた神。水を司る鳴雷神からなる。
京中神（大3座：太詔戸命神・久慈真智命神・隼神社）
平安京中に祀られた神々を指す。神名帳には3座が載せられている。いずれも式内大社で、月次祭・新嘗祭では幣帛に預かったほか、太詔戸命神・久慈真智命神は特に相嘗祭でも幣帛に預かった。
太詔戸命神
室町の西に祀られた祝詞の神。神階は貞観元年（859年）に正五位下に昇った（のち正三位）。現在は廃絶。神名帳では大和国添上郡に式内大社「太祝詞神社」（現在の森神社（奈良県天理市）に比定）、対馬国下県郡に式内名神大社「太祝詞神社」（現在の太祝詞神社（長崎県対馬市）に比定）が見え、これらが元社になると見られる。
久慈真智命神
四条坊門坊域の西に祀られた卜占の神。神階は貞観元年（859年）に正五位下に昇った。現在は廃絶。神名帳では大和国十市郡に式内大社「天香山坐櫛真命神社」（論社に奈良県橿原市の天香山神社と国常立神社）と見え、これが元社になると見られる。
隼神
後院の朱雀院の院内に祀られた神。神階は貞観16年（874年）に従四位上に昇った。現在は梛神社（京都市中京区壬生梛ノ宮町）の境内社として継承されている。詳細は「梛神社#隼神社」を参照。

## 式外社
『延喜式』神名帳の編纂当時に存在したが、同帳に記載の無い神社。
| 宮中                                    |                                                 |                |                            |                          |  |
| 庭火神 （庭火皇神）                     | 『日本三代実録』貞観元年（859年）正月27日条ほか |                |                            | 内膳司に所在             |  |
| 京中                                    |                                                 |                |                            |                          |  |
| 宗像神 （田心姫神/湍津姫神/市杵島姫神） | 『日本三代実録』元慶4年（880年）3月27日条ほか   | 宗像神社       | 京都府京都市上京区京都御苑 | 太政大臣東京一条第に所在 |  |
| 天石戸開神                              | 『日本三代実録』貞観7年（865年）3月21日条ほか   | 合祀：宗像神社 | 京都府京都市上京区京都御苑 | 太政大臣東京一条第に所在 |  |